# Божидар Савић
Божидар Савић (Сарајево, 1891 - Сарајево, 1966) је био старјешина Соколског друштва на Палама, током времена Краљевине Југославије. У народу је остао запамћен као веома вриједан човјек, изванредан организатор, добар старјешина, правичан, предузимљив. У вријеме када је био старјешина, Паљански соколи су учествовали на свим смотрама Соколских друштава шриром Краљевине Југославије.

## Биографија
Божидар Савић је рођен у Сарајеву 1891. године, за вријеме Аустроугарске окупације Босне и Херцеговине. У родном граду је завршио основну и средњу грађанску школу. 1911. године, а након завршетка средње школе одлази у Берлин гдје уписује студије Високе социјалистичке школе. Након повратка у Сарајево, то јесте у мјесто Пале, гдје је живјела његова породица, у периоду од 1919. до 1921. године био је главни уредник листа "Борба", гласника радника и намјештеника, чије је сједиште било у Сарајеву. Затим је био службеник Пољопривредне закладе.
Након Риста Додера на мјесто старјешине Соколског друштва Пале, 1932. године, долази Божидар Савић. Божидар је на челу паљанског Сокола успио да организује прву Здравствену задругу у Босни и Херцеговигини, иако постоје индиције да је била прва чак и у Краљевини Југославији. Соколско друштво је тада у многим мјестима било окосница друштвених дешавања. Чланови Соколског друштва на Палама на себе преузимају организацију изложби пољопривредних производа, женских ручних радова, одржавања разних предавања о садњи воћа, гајењу стоке, о одржавању личне хигијене. Божидар је као предсједник друштва започео градњу Соколског дома за дјецу на Овчаницама.
Током 1936. године заједно са породицом сели за Сарајево, али наставља активност као секретар у Соколској жупи. Умро је у родном граду 1966. године.